# Liste der Nummer-eins-Hits in Spanien (1986)
Dies ist eine Liste der Nummer-eins-Hits in Spanien im Jahr 1986. Sie basiert auf den offiziellen Chartlisten der Asociación Fonográfica y Videográfica de España (AFYVE, heute Promusicae), der spanischen Landesgruppe der IFPI.

## Singles
| | Liste der Nummer-eins-Hits in Spanien | Liste der Nummer-eins-Hits in Spanien | Liste der Nummer-eins-Hits in Spanien | 1987 → |
| \| Zeitraum \| Wo. ges. \| Interpret \| Titel Autor(en) \| Zusätzliche Informationen \| \| (Zeitraum, Wochen auf Platz eins, Interpret, Titel, Autor[en], zusätzliche Informationen) \| \| \| \| \| \| ----------------------------------------------------------------------------------------- \| -------- \| ------------------------- \| ------------------------------------------------------------------------------------------------------------------------------------------------------------------ \| --------------------------------------------------------------------------------------------------------------------------------------------------------------------------------------- \| \| 9. Dezember 1985 – 31. Januar 1986 7 Wochen (insgesamt 14) \| 14 \| Stevie Wonder \| Part-Time Lover Stevie Wonder \| – \| \| 1. Februar 1986 – 21. Februar 1986 3 Wochen \| 3 \| Bruce Springsteen \| Janey, Don’t You Lose Heart Bruce Springsteen \| – \| \| 22. Februar 1986 – 4. April 1986 6 Wochen \| 6 \| Lionel Richie \| Say You, Say Me Lionel B. Richie \| − \| \| 5. April 1986 – 16. Mai 1986 6 Wochen \| 6 \| Jennifer Rush \| Si tú eres mi hombre y yo tu mujer Musik: Candy de Rouge, Gunther Mende; englischer Text: Mary Susan Applegate, Jennifer Rush; spanischer Text: Luis Gómez Escolar \| The Power of Love war der größte Hit der US-Amerikanerin. Der Titel dieser spanischen Version ist die Übersetzung des Anfangs des Refrains: „’Cause I am your lady and you are my man“. \| \| 17. Mai 1986 – 6. Juni 1986 3 Wochen \| 3 \| Sigue Sigue Sputnik \| Love Missile F1-11 Martin Degville, Anthony Eric James, Neal Whitmore \| – \| \| 7. Juni 1986 – 4. Juli 1986 4 Wochen \| 4 \| Modern Talking \| Brother Louie Dieter Bohlen \| – \| \| 5. Juli 1986 – 11. Juli 1986 1 Woche \| 1 \| Stéphanie \| Irresistible Musik: Romano Musumarra; Text: Philo Jack Robinson \| – \| \| 12. Juli 1986 – 15. August 1986 5 Wochen (insgesamt 11) \| 11 \| Víctor Manuel y Ana Belén \| La puerta de Alcalá Musik: Miguel Angel Campos Lopez, Bernardo Fuster, Luis Mendo Muñoz; Text: Francisco de Paula Villar Castejón \| – \| \| 16. August 1986 – 22. August 1986 1 Woche \| 1 \| Falco \| Rock Me Amadeus Ferdinand D. Bolland, Robert J. Bolland \| – \| \| 23. August 1986 – 3. Oktober 1986 6 Wochen (insgesamt 11) \| 11 \| Víctor Manuel y Ana Belén \| La puerta de Alcalá Musik: Miguel Angel Campos Lopez, Bernardo Fuster, Luis Mendo Munoz; Text: Francisco de Paula Villar Castejon \| – \| \| 4. Oktober 1986 – 7. November 1986 5 Wochen \| 5 \| Spagna \| Easy Lady Musik: Alfredo Pignagnoli, Giorgio Spagna, Ivana Spagna; Text: Ivana Spagna \| Mit ihrem größten Hit war die Sängerin im Süden und Westen Europas erfolgreich[1] und erreichte in Spanien und in ihrer Heimat Italien Platz eins. \| \| 8. November 1986 – 14. November 1986 1 Woche \| 1 \| Tina Turner \| Typical Male Terry Britten, Graham Hamilton Lyle \| – \| \| 15. November 1986 – 12. Dezember 1986 4 Wochen \| 4 \| Alaska y Dinarama \| ¿A quién le importa? Carlos Jesús García-Berlanga Manrique, Ingnacio Canut Guillén \| – \| \| 13. Dezember 1986 – 30. Januar 1987 7 Wochen \| 7 \| Modern Talking \| Geronimo’s Cadillac Dieter Bohlen \| – \| |                                       |                                       | | |
| |                                       |                                       | | → 1987 → |
| Zeitraum | Wo. ges.                              | Interpret                             | Titel Autor(en) | Zusätzliche Informationen |
| (Zeitraum, Wochen auf Platz eins, Interpret, Titel, Autor[en], zusätzliche Informationen) |                                       |                                       | | |
| 9. Dezember 1985 – 31. Januar 1986 7 Wochen (insgesamt 14) | 14                                    | Stevie Wonder                         | Part-Time Lover Stevie Wonder | – |
| 1. Februar 1986 – 21. Februar 1986 3 Wochen | 3                                     | Bruce Springsteen                     | Janey, Don’t You Lose Heart Bruce Springsteen | – |
| 22. Februar 1986 – 4. April 1986 6 Wochen | 6                                     | Lionel Richie                         | Say You, Say Me Lionel B. Richie | − |
| 5. April 1986 – 16. Mai 1986 6 Wochen | 6                                     | Jennifer Rush                         | Si tú eres mi hombre y yo tu mujer Musik: Candy de Rouge, Gunther Mende; englischer Text: Mary Susan Applegate, Jennifer Rush; spanischer Text: Luis Gómez Escolar | The Power of Love war der größte Hit der US-Amerikanerin. Der Titel dieser spanischen Version ist die Übersetzung des Anfangs des Refrains: „’Cause I am your lady and you are my man“. |
| 17. Mai 1986 – 6. Juni 1986 3 Wochen | 3                                     | Sigue Sigue Sputnik                   | Love Missile F1-11 Martin Degville, Anthony Eric James, Neal Whitmore                                                                                              | – |
| 7. Juni 1986 – 4. Juli 1986 4 Wochen | 4                                     | Modern Talking                        | Brother Louie Dieter Bohlen | – |
| 5. Juli 1986 – 11. Juli 1986 1 Woche | 1                                     | Stéphanie                             | Irresistible Musik: Romano Musumarra; Text: Philo Jack Robinson | – |
| 12. Juli 1986 – 15. August 1986 5 Wochen (insgesamt 11) | 11                                    | Víctor Manuel y Ana Belén             | La puerta de Alcalá Musik: Miguel Angel Campos Lopez, Bernardo Fuster, Luis Mendo Muñoz; Text: Francisco de Paula Villar Castejón                                  | – |
| 16. August 1986 – 22. August 1986 1 Woche | 1                                     | Falco                                 | Rock Me Amadeus Ferdinand D. Bolland, Robert J. Bolland | – |
| 23. August 1986 – 3. Oktober 1986 6 Wochen (insgesamt 11) | 11                                    | Víctor Manuel y Ana Belén             | La puerta de Alcalá Musik: Miguel Angel Campos Lopez, Bernardo Fuster, Luis Mendo Munoz; Text: Francisco de Paula Villar Castejon                                  | – |
| 4. Oktober 1986 – 7. November 1986 5 Wochen | 5                                     | Spagna                                | Easy Lady Musik: Alfredo Pignagnoli, Giorgio Spagna, Ivana Spagna; Text: Ivana Spagna                                                                              | Mit ihrem größten Hit war die Sängerin im Süden und Westen Europas erfolgreich und erreichte in Spanien und in ihrer Heimat Italien Platz eins.                                         |
| 8. November 1986 – 14. November 1986 1 Woche | 1                                     | Tina Turner                           | Typical Male Terry Britten, Graham Hamilton Lyle | – |
| 15. November 1986 – 12. Dezember 1986 4 Wochen | 4                                     | Alaska y Dinarama                     | ¿A quién le importa? Carlos Jesús García-Berlanga Manrique, Ingnacio Canut Guillén                                                                                 | – |
| 13. Dezember 1986 – 30. Januar 1987 7 Wochen | 7                                     | Modern Talking                        | Geronimo’s Cadillac Dieter Bohlen | – |

## Alben
| | Liste der Nummer-eins-Hits in Spanien | Liste der Nummer-eins-Hits in Spanien | Liste der Nummer-eins-Hits in Spanien | 1987 → |
| \| Zeitraum \| Wo. ges. \| Interpret \| Titel \| Zusätzliche Informationen \| \| (Zeitraum, Wochen auf Platz eins, Interpret, Titel, zusätzliche Informationen) \| \| \| \| \| \| ------------------------------------------------------------------------------ \| -------- \| -------------------------- \| --------------------------- \| ------------------------------------------------------------------------------------------------------------------------------------------------------------------------------------------------------------------- \| \| 30. Dezember 1985 – 12. Januar 1986 2 Wochen \| 2 \| Joan Manuel Serrat \| El sur también existe \| – \| \| 13. Januar 1986 – 9. Februar 1986 4 Wochen \| 4 \| Isabel Pantoja \| Marinero de Luces \| – \| \| 10. Februar 1986 – 16. März 1986 5 Wochen \| 5 \| Sade \| Promise \| – \| \| 17. März 1986 – 30. März 1986 2 Wochen (insgesamt 15) \| 15 \| Dire Straits \| Brothers in Arms \| – \| \| 31. März 1986 – 6. April 1986 1 Woche \| 1 \| Rocío Jurado \| Paloma brava \| – \| \| 7. April 1986 – 8. Juni 1986 9 Wochen \| 9 \| Jennifer Rush \| Jennifer Rush \| – \| \| 9. Juni 1986 – 13. Juli 1986 5 Wochen (insgesamt 20) \| 20 \| Víctor Manuel y Ana Belén \| Marinero de Luces \| – \| \| 14. Juli 1986 – 27. Juli 1986 2 Wochen \| 2 \| Hombres G \| La cagaste … Burt Lancaster \| Mit dem zweiten Album erreichte die Pop-Rock-Band aus Madrid erstmals Platz eins. Das Quartett, das sich nach den amerikanischen G-Men benannt hat, machte es über Spanien hinaus auch in Lateinamerika bekannt.[2] \| \| 28. Juli 1986 – 9. November 1986 15 Wochen (insgesamt 20) \| 20 \| Víctor Manuel y Ana Belén \| Marinero de Luces \| – \| \| 10. November 1986 – 16. November 1986 1 Woche \| 1 \| Madonna \| True Blue \| – \| \| 17. November 1986 – 7. Dezember 1986 3 Wochen \| 3 \| Tina Turner \| Break Every Rule \| – \| \| 8. Dezember 1986 – 14. Dezember 1986 1 Woche \| 1 \| José Luis Perales \| Con el paso del tiempo \| – \| \| 15. Dezember 1986 – 28. Dezember 1986 2 Wochen \| 2 \| (Verschiedene Interpreten) \| Max Mix 4 \| – \| \| 29. Dezember 1986 – 1987 10 Wochen \| 10 \| Luis Cobos \| Capriccio Russo \| – \| |                                       |                                       |                                       | |
| |                                       |                                       |                                       | → 1987 → |
| Zeitraum | Wo. ges.                              | Interpret                             | Titel                                 | Zusätzliche Informationen |
| (Zeitraum, Wochen auf Platz eins, Interpret, Titel, zusätzliche Informationen) |                                       |                                       |                                       | |
| 30. Dezember 1985 – 12. Januar 1986 2 Wochen | 2                                     | Joan Manuel Serrat                    | El sur también existe                 | – |
| 13. Januar 1986 – 9. Februar 1986 4 Wochen | 4                                     | Isabel Pantoja                        | Marinero de Luces                     | – |
| 10. Februar 1986 – 16. März 1986 5 Wochen | 5                                     | Sade                                  | Promise                               | – |
| 17. März 1986 – 30. März 1986 2 Wochen (insgesamt 15) | 15                                    | Dire Straits                          | Brothers in Arms                      | – |
| 31. März 1986 – 6. April 1986 1 Woche | 1                                     | Rocío Jurado                          | Paloma brava                          | – |
| 7. April 1986 – 8. Juni 1986 9 Wochen | 9                                     | Jennifer Rush                         | Jennifer Rush                         | – |
| 9. Juni 1986 – 13. Juli 1986 5 Wochen (insgesamt 20) | 20                                    | Víctor Manuel y Ana Belén             | Marinero de Luces                     | – |
| 14. Juli 1986 – 27. Juli 1986 2 Wochen | 2                                     | Hombres G                             | La cagaste … Burt Lancaster           | Mit dem zweiten Album erreichte die Pop-Rock-Band aus Madrid erstmals Platz eins. Das Quartett, das sich nach den amerikanischen G-Men benannt hat, machte es über Spanien hinaus auch in Lateinamerika bekannt. |
| 28. Juli 1986 – 9. November 1986 15 Wochen (insgesamt 20) | 20                                    | Víctor Manuel y Ana Belén             | Marinero de Luces                     | – |
| 10. November 1986 – 16. November 1986 1 Woche | 1                                     | Madonna                               | True Blue                             | – |
| 17. November 1986 – 7. Dezember 1986 3 Wochen | 3                                     | Tina Turner                           | Break Every Rule                      | – |
| 8. Dezember 1986 – 14. Dezember 1986 1 Woche | 1                                     | José Luis Perales                     | Con el paso del tiempo                | – |
| 15. Dezember 1986 – 28. Dezember 1986 2 Wochen | 2                                     | (Verschiedene Interpreten)            | Max Mix 4                             | – |
| 29. Dezember 1986 – 1987 10 Wochen | 10                                    | Luis Cobos                            | Capriccio Russo                       | – |